# Simulación médica

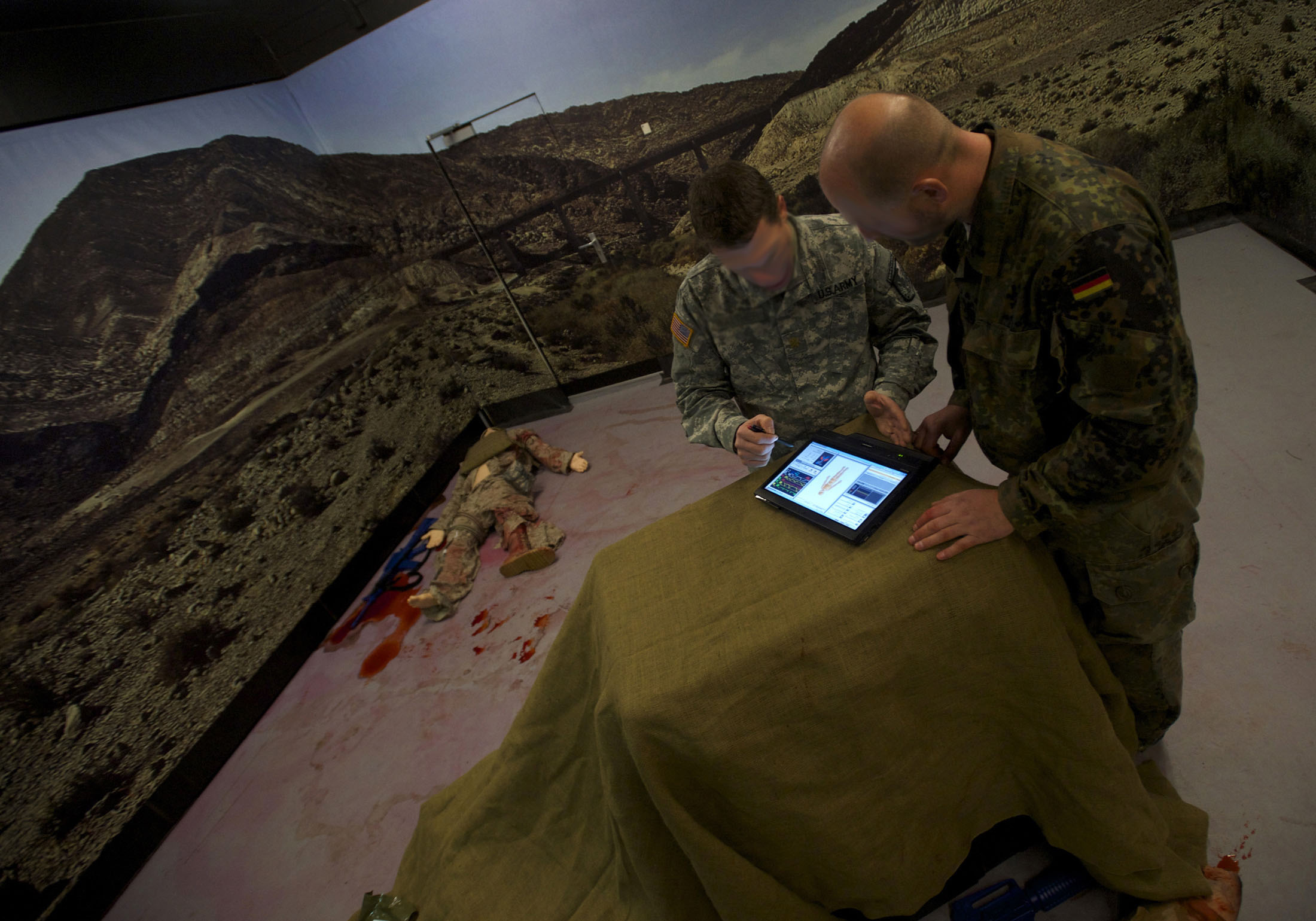
Un instructor muestra a un médico de Fuerzas especiales el procedimiento apropiado para controlar un maniquí.

La simulación médica, o más ampliamente, la simulación sanitaria, es una rama de la simulación relacionada con la educación y la formación en los campos médicos de diversas industrias. Las simulaciones se pueden realizar en el aula, en entornos situacionales o en espacios construidos específicamente para la práctica de la simulación. Puede involucrar pacientes humanos simulados, artificiales, o una combinación de los dos, documentos educativos con animaciones simuladas detalladas, evaluación de víctimas en situaciones militares y de seguridad nacional, respuesta de emergencia y funciones de salud virtual de apoyo con simulación holográfica. En el pasado, su principal objetivo era capacitar a los profesionales médicos para reducir los errores durante la cirugía, la prescripción, las intervenciones de crisis y la práctica general. Combinado con métodos de debriefing, ahora también se usa para capacitar a los estudiantes en anatomía, fisiología y comunicación durante su escolarización.

## Historia

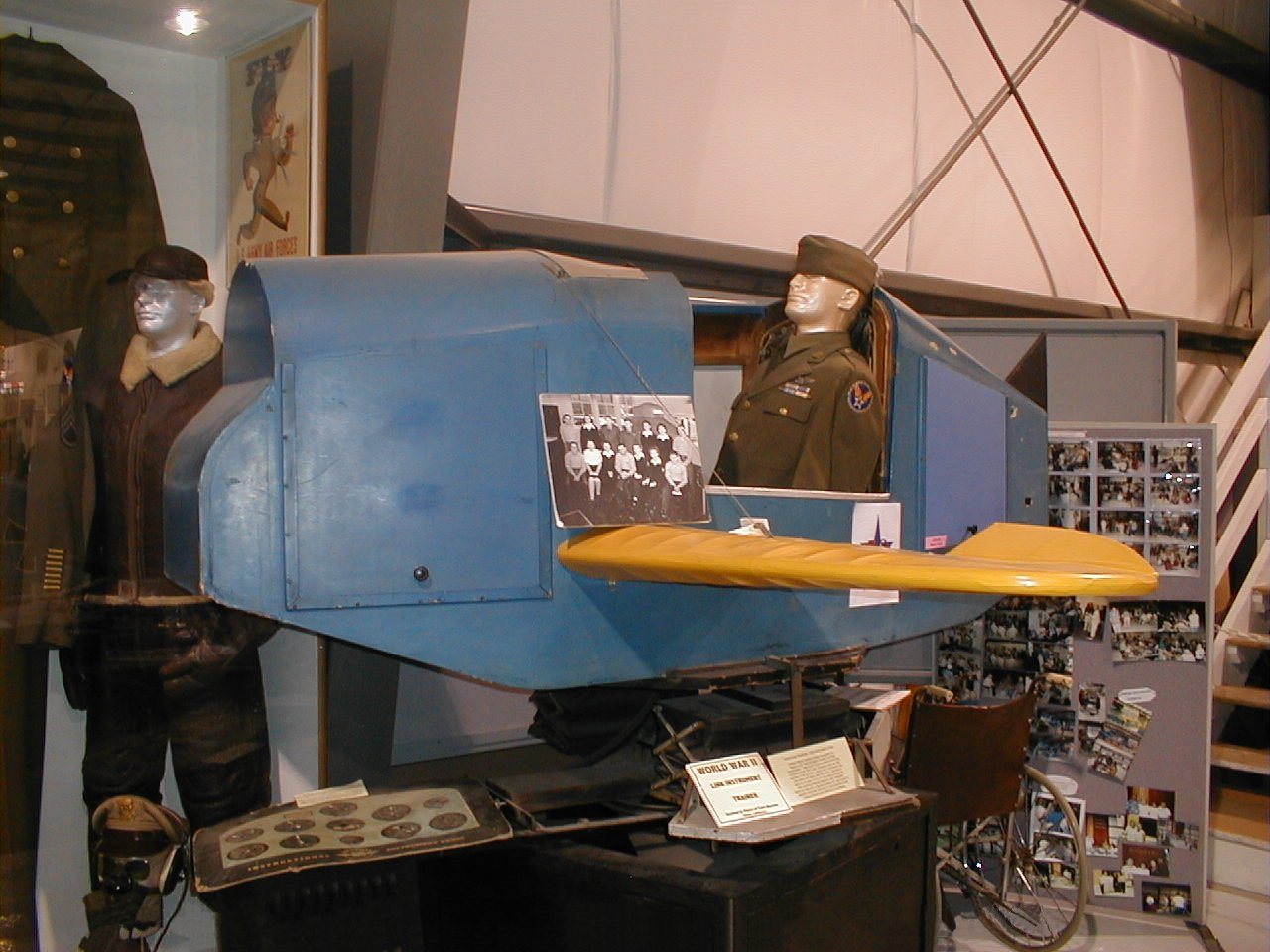
Fotografía de un link trainer.

La simulación moderna para la formación fue utilizada por primera vez por los médicos anestesistas para reducir los accidentes. Cuando la popularidad de la simulación se disparó durante la década de 1930 debido a la invención del Building Link Trainer para aplicaciones militares y de vuelo, muchos expertos de campo intentaron adaptar la simulación a sus propias necesidades. Debido a las limitaciones en la tecnología y el conocimiento médico general en un grado específico en ese momento, la simulación médica no despegó como entrenamiento aceptable hasta mucho más tarde. Cuando l eficacia en función de los costos y la capacitación de la que era capaz la simulación surgieron durante el uso militar extensivo, la tecnología de hardware / software aumentó y se establecieron estándares médicos, con lo cual la simulación médica se volvió posible y asequible, aunque permaneció sin estandarizar y no fue ampliamente aceptada por la comunidad médica en general.
En la década de 1980, las simulaciones de software estuvieron disponibles. Con la ayuda de un estudiante de la Facultad de Medicina de UCSD Computer Gaming World informó que Surgeon (1986) para Apple Macintosh simuló con notable precisión la operación de un aneurisma aórtico. A este programa informático le siguieron otros como Life & Death (1988).
En 2004, se formó la Society for Simulation in Healthcare (SSH) para ayudar en la colaboración entre las asociaciones interesadas en la simulación médica en el cuidado de la salud.
McGaghie et al. reconocieron la necesidad de un mecanismo uniforme para educar, evaluar y certificar a los instructores de simulación para la profesión médica en su revisión crítica de la investigación en educación médica basada en simulación. En 2012, la SSH puso a prueba dos nuevas certificaciones para brindar reconocimiento a los educadores en un esfuerzo por satisfacer esta necesidad.

### Simulación médica contemporánea
La American Board of Emergency Medicine emplea tecnología de simulación médica para juzgar con precisión a los estudiantes mediante el uso de «escenarios de pacientes» durante los exámenes orales de la junta. Sin embargo, estas formas de simulación están muy lejos de los modelos de alta fidelidad que han surgido desde la década de 1990.
Debido al hecho de que la tecnología de simulación por computadora es todavía relativamente nueva en lo que respecta a los simuladores de vuelo y militares, aún queda mucha investigación por hacer sobre la mejor manera de abordar la formación médica a través de la simulación, que sigue sin estar estandarizada aunque es mucho más aceptada y universalmente aceptada por la comunidad médica. Ante esto se están logrando avances exitosos en términos de educación y capacitación médica, aunque varios estudios han demostrado que los estudiantes que participan en la capacitación en simulación médica tienen calificaciones y tasas de retención en general más altas que los capacitados por medios tradicionales.
El Council of Residency Directors (CORD) ha publicado las siguientes recomendaciones para el uso de simulación médica:
1. La simulación es una herramienta útil para capacitar a los residentes y determinar su competencia. Las competencias básicas más propicias para la capacitación basada en simulación son la atención al paciente, las habilidades interpersonales y la práctica basada en sistemas.
2. Es apropiado para la evaluación del desempeño pero hay escasez de evidencia que respalde la validez de la simulación en el uso para promoción o certificación.
3. Es necesario estandarizar y definir el uso de la simulación para evaluar el desempeño.
4. Los escenarios y herramientas también deben formatearse y estandarizarse de manera que los educadores de EM puedan usar los datos y contar con ellos para su reproducibilidad, confiabilidad y validez.

A su vez la Association of Surgeons in Training ha brindado ciertas recomendaciones para la introducción, disponibilidad y rol de la simulación en la formación de cirujanos.

## Centros de simulaciones y habilidades clínica para simulación médica
Los dos tipos principales de instituciones médicas que capacitan a las personas mediante simulaciones médicas son las escuelas de medicina y los hospitales universitarios. Según los resultados de la encuesta de la Asociación de Universidades Médicas Estadounidenses (AAMC), el contenido de simulación que se enseña en las escuelas de medicina abarca los cuatro años de estudio; mientras que los hospitales utilizan simulaciones durante el período de residencia y subespecialidad. La medicina interna, la medicina de emergencia, la obstetricia / ginecología, la pediatría, la cirugía y la anestesiología son las áreas más comunes que se enseñan en las escuelas de medicina y los hospitales. La AAMC informó que había seis tipos principales de centros de simulación: ubicación de instalaciones, centralizados, descentralizados, unidades móviles, otros o una pequeña combinación de centralizados y descentralizados y centralizados y móviles. La mayoría de los CSSC pertenecen a las instalaciones, el 84% a las escuelas de medicina y el 90% a los hospitales universitarios; la mayoría de los centros de simulación se encuentran en una ubicación centralizada, el 77% a las escuelas de medicina y el 59% a los hospitales universitarios. Las ubicaciones comunes de CSSC de las escuelas de medicina contienen salas para la capacitación / escenario de informes, salas de exámenes / pacientes estandarizados, entrenador de tareas parciales, oficinas, área de observación, sala de control, clase y almacenamiento. En promedio, un CSSC de las escuelas de medicina puede tener alrededor de 27 salas dedicadas a la capacitación con simulaciones.

## Diseño y operaciones de un centro de simulación médica
Un centro de simulación médica es un centro educativo en un entorno clínico. Los elementos clave en el diseño de un centro de simulación son la forma del edificio, el uso de la sala y la tecnología. Para que los alumnos suspendan la incredulidad durante los escenarios de simulación, es importante crear un entorno realista. Puede incluir la incorporación de aspectos del entorno no esenciales en las actividades de simulación, pero que juegan un papel importante en la seguridad del paciente. Por ejemplo, muchos informes muestran que los pacientes se caen y se lesionan en el baño del hospital, por lo que las salas de simulación se diseñaron con espacios de baño. Un centro de simulación exitoso debe estar a poca distancia de los profesionales médicos que lo utilizarán.
A menudo, los profesores clínicos y médicos son responsables de las operaciones diarias de los centros de simulación, además de otras responsabilidades. Sin embargo, la tecnología que ha surgido dentro de la simulación médica se ha vuelto compleja y puede beneficiarse de la utilización de especialistas. En 2014, la Society for Simulation in Healthcare presentó la certificación de especialista certificado en operaciones de simulación de atención médica (CHSOS). La certificación CHSOS se esfuerza por estandarizar y autenticar las competencias mínimas que deben demostrar los especialistas en operaciones del centro de simulación.

## Interrogatorio y educación en la simulación médica

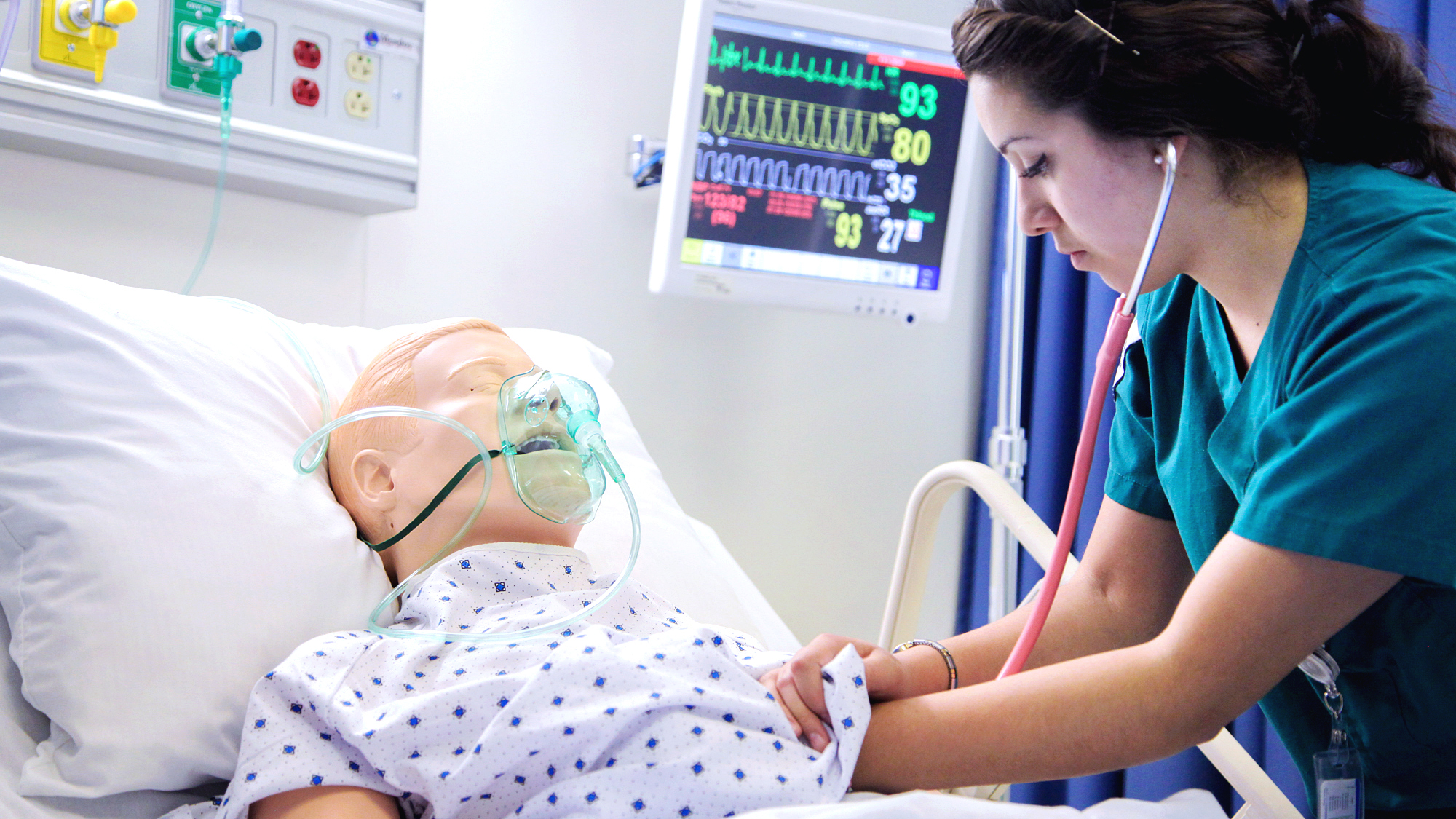
Ejemplo de una simulación médica

Los orígenes del interrogatorio se remontan a los militares, en los que, al regresar de una misión o un ejercicio de juego de guerra, se pidió a los participantes que se reunieran en grupo y contaran lo que había sucedido. Estas reuniones tenían la intención principal de desarrollar nuevas estrategias para usar en encuentros futuros; estas reuniones también brindaban una oportunidad de aprendizaje para otros miembros del equipo que no estaban presentes en los eventos.
En el campo de la psicología, el interrogatorio se utiliza en el procesamiento de eventos traumáticos. Aquí, el énfasis está en la narrativa; en un entorno dirigido por un facilitador, los participantes reconstruyen lo que sucedió y revisan los hechos, comparten reacciones y desarrollan un significado compartido de los eventos. El objetivo es reducir el estrés, acelerar la recuperación normal y ayudar en el procesamiento cognitivo y emocional de la experiencia.
En todos los casos, el interrogatorio es el proceso mediante el cual las personas que han pasado por una experiencia son guiadas intencional y cuidadosamente a través de una discusión sobre esa experiencia. Apliado en la simulación, es un componente crítico del aprendizaje y es necesario para facilitar el cambio «a nivel individual y sistemático».: e287  Se basa en las formas de interrogatorio mencionadas anteriormente, pero el énfasis aquí es la educación. Este último puede describirse como una «discusión de eventos dirigida por un facilitador, reflexión y asimilación de actividades en las cogniciones [de los participantes] [que] producen un aprendizaje duradero». Se pueden encontrar descripciones más específicas del interrogatorio, como las siguientes en relación con el usado en simulaciones de atención médica, descritas por Cheng et al. (2014): «... una discusión entre dos o más individuos en la que se exploran y analizan aspectos de una actuación con el objetivo de obtener conocimientos que impacten en la calidad de la práctica clínica futura».: 658  Por otra parte, el interrogatorio en el videojuego, según Steinwachs (1992), representa «... un momento para reflexionar y descubrir juntos lo que sucedió durante el juego y lo que todo esto significa».: 187 
La simulación médica a menudo se define como «una técnica (no una tecnología) para reemplazar y amplificar experiencias de la vida real con experiencias guiadas, a menudo "inmersivas" en la naturaleza, que evocan o replican aspectos sustanciales del mundo real de una manera totalmente interactiva». Esta definición define deliberadamente la simulación como una técnica y no como una tecnología, lo que implica que la simulación es más grande que la tecnología o las herramientas que adopta. También se considera el uso de la palabra «guiado» en la definición, lo que implica además que las interacciones que ocurren en un entorno simulado no se dejan únicamente a las personas inmersas en la simulación, sino que también estará presente un  «guía», que puede ser de naturaleza virtual, como indicaciones de un programa de computadora, o puede estar presente físicamente, en forma de un instructor o maestro. A menudo se hace referencia al guía humano como un «facilitador». Es este facilitador quien guía el interrogatorio que ocurre después de que se ha completado un escenario de simulación.
Cuando estos elementos están presentes, la simulación a menudo se denomina «simulación instruccional»", «simulación educativa» o «aprendizaje basado en simulación». Se han demostrado efectos favorables y estadísticamente significativos para casi todos los resultados de conocimientos y habilidades de proceso cuando se compara la simulación y el interrogatorio contra la simulación sin intervención (en el cuidado de la salud). Cuando se aplica a manera de capacidad para promover el desarrollo profesional, la simulación y el interrogatorio pueden denominarse «formación basada en simulación».

### Teoría de simulación, interrogatorio y educación
El aprendizaje experiencial, que se basa en destacados académicos como John Dewey, Jean Piaget y Carl Rogers, entre otros, sustenta el aprendizaje basado en la simulación. A menudo denominado «aprender haciendo», o más ampliamente, una «teoría de la experiencia», la teoría del aprendizaje experiencial establece que la experiencia juega un papel central en el aprendizaje y el desarrollo humanos.
Los seis principios de la teoría del aprendizaje experiencial se alinean con la simulación educativa. Estos son:
1. Involucrar a los estudiantes en un proceso que mejora el aprendizaje. Esto incluye «retroalimentación sobre la efectividad de sus esfuerzos de aprendizaje» (p. 194) y se enfoca en el proceso, no en el resultado.
2. Los estudiantes tienen creencias e ideas previas. Un proceso que extrae estas creencias e ideas, con la intención de reexaminarlas y volver a probarlas con un tema para acomodar nuevas ideas, conducirá al aprendizaje.
3. El aprendizaje es un proceso que alterna entre la reflexión y la acción, el sentimiento y el pensamiento. «Los conflictos, las diferencias y los desacuerdos son los que impulsan el proceso de aprendizaje»(p. 194); la resolución de estos es lo que conduce al aprendizaje.
4. El aprendizaje ocurre en interacciones entre la persona y el entorno que la rodea.
5. El aprendizaje es más que cognición; también implica pensar, sentir, percibir y comportarse.
6. El aprendizaje se basa en la filosofía constructivista; «el aprendizaje es el proceso de creación de conocimiento».[24]: 194

La simulación también se alinea con el aprendizaje de descubrimiento guiado. Desarrollado por Jerome Bruner en la década de 1960, el aprendizaje por descubrimiento también se deriva del trabajo de Jean Piaget y puede describirse como un entorno de aprendizaje donde hay poca o ninguna orientación por parte del instructor. El aprendizaje por descubrimiento guiado, por otro lado, continúa colocando a los alumnos en un entorno de descubrimiento, pero donde hay un instructor disponible para ayudar a guiar el aprendizaje a través del entrenamiento, retroalimentación, sugerencias y / o modelos.
Tanto el aprendizaje experiencial como el aprendizaje por descubrimiento se basan en la filosofía constructivista. En términos generales, el constructivismo se basa en la creencia de que el aprendizaje es un proceso activo mediante el cual los alumnos dan sentido a los nuevos conocimientos basándose en sus experiencias anteriores; cada persona tiene un conjunto único de experiencias que enmarcan su interpretación de la información.